# Parque de Errekaleor
El parque de Errekaleor, de la ciudad de Vitoria (en la provincia de Provincia de Álava, País Vasco (España), no se ha terminado aún: está en proceso de construcción. El sur de este parque hace tope con el parque de Olárizu y su parte norte hace tope con el Parque de Salburua. Está dentro de los nuevos barrios que se están construyendo en la ciudad. 
Debido a su localización, este parque es necesario para unir los parques del este y sur del anillo verde. El río Errekaleor profundiza en la conexión ecológica, y el cerro de Las Neveras, como es conocido por sus paisajes, se considera una de las mejores vistas del anillo verde, y merece la pena visitarlo.
El acondicionamiento de este lugar, está junto con el proyecto de la expansión de la ciudad. Gracias a todas estas obras, el área del Anillo Verde aumentará, sumándole 28 hectáreas de este nuevo parque.